# 佐賀県道48号佐賀外環状線
佐賀県道48号佐賀外環状線（さがけんどう48ごう さがそとかんじょうせん）は、佐賀県神埼市から佐賀市川副町・小城市・佐賀市大和町などを経由して、神埼市に至る県道（主要地方道）である。

## 概要
神埼市神埼町神埼から佐賀市、小城市、佐賀市大和町を経由して、神埼市神埼町枝ヶ里に至る。
路線名の通り、佐賀市の中心部の外側を囲うように一周する。1993年（平成5年）に複数の県道を編入・昇格して認定された。全区間が資格者配置路線である。

### 路線データ
- 起点：佐賀県神埼市神埼町神埼（佐賀県道335号神埼北茂安線起点）
- 終点：佐賀県神埼市神埼町枝ヶ里（協和町交差点、国道34号交点）

## 歴史
- 1993年（平成5年）5月11日 - 建設省（現・国土交通省）から、県道新田三日月線・県道西与賀本庄線の一部・県道相応津諸富線・県道神埼諸富線・県道小城北茂安線の一部が佐賀外環状線として主要地方道に指定される[1]。
- 1994年（平成6年）4月1日 - 佐賀県が主要地方道48号佐賀外環状線を認定。
- 2011年（平成23年）3月8日 - 佐賀市諸富町の三重交差点から佐賀市西与賀町の相応津交差点の区間が、佐賀県道285号大詫間光法停車場線および佐賀南部広域農道と重複する路線に変更される[2]。
- 2020年（令和2年）8月7日 - 佐賀市久保泉町下和泉で延長1 kmのバイパスが開通[3]。
- 2022年（令和4年）4月1日 - 下和泉のバイパス旧道の県道指定が解除される[4]。

## 路線状況

### 重複区間
- 国道34号（神埼市神埼町枝ヶ里・協和町交差点 - 神埼市神埼町本告牟田・神埼橋西交差点）
- 佐賀県道401号佐賀環状自転車道線（神埼市神埼町本告牟田・神埼橋西交差点 - 神埼市千代田町姉）
- 国道264号（神埼市千代田町姉・千代田町姉交差点 - 神埼市千代田町境原・西原の町交差点）
- 佐賀県道285号大詫間光法停車場線（佐賀市諸富町大字為重・三重交差点 - 佐賀市諸富町大字為重・柳の内交差点）
- 佐賀南部広域農道（佐賀市諸富町大字為重・柳の内交差点 - 佐賀市西与賀町大字高太郎・丸目交差点）
- 佐賀県道401号佐賀環状自転車道線（佐賀市西与賀町大字高太郎・相応津交差点 - 佐賀市嘉瀬町大字十五）
- 国道444号（佐賀市西与賀町大字高太郎・丸目交差点 - 佐賀市久保田町大字新田・久富交差点）
- 国道203号（小城市三日月町樋口・五条交差点 - 小城市小城町・下町交差点）
- 佐賀県道212号川上牛津線（佐賀市大和町大字東山田）
- 佐賀県道401号佐賀環状自転車道線（佐賀市大和町大字尼寺 - 神埼市神埼町本告牟田）

### 道路施設

#### 橋梁
- 神埼橋（城原川、神埼市、国道34号重複区間内）
- 高橋（神埼市、国道264号重複区間内）
- 横井手橋（神埼市、国道264号重複区間内）
- 加与丁大橋（佐賀江川、佐賀市）
- 太田北橋（佐賀市）
- 太田城東橋（佐賀市）
- 太田橋（佐賀市）
- 二の橋（新川、佐賀市）
- 西丸目橋（佐賀市、国道444号重複区間内）
- 本庄江橋（本庄江川、佐賀市、国道444号重複区間内）
- 久保田橋（嘉瀬川、佐賀市、国道444号重複区間内）
- 乗越橋（佐賀市）
- 久本橋（小城市）
- 山領橋（小城市）
- 彦島橋（祇園川、小城市）
- 新山王橋（山王川、佐賀市）
- 新大橋（右岸幹線水路、佐賀市）
- 名護屋橋（嘉瀬川、佐賀市）
- 尼寺橋（多布施川・左岸幹線水路、佐賀市）
- 福島橋（黒川、佐賀市）
- 西千布橋（佐賀市）
- 念仏橋（巨勢川、佐賀市）
- 千国橋（佐賀市）
- 尾崎橋（中地江川、神埼市）
- 協和橋（城原川、神埼市）

## 地理

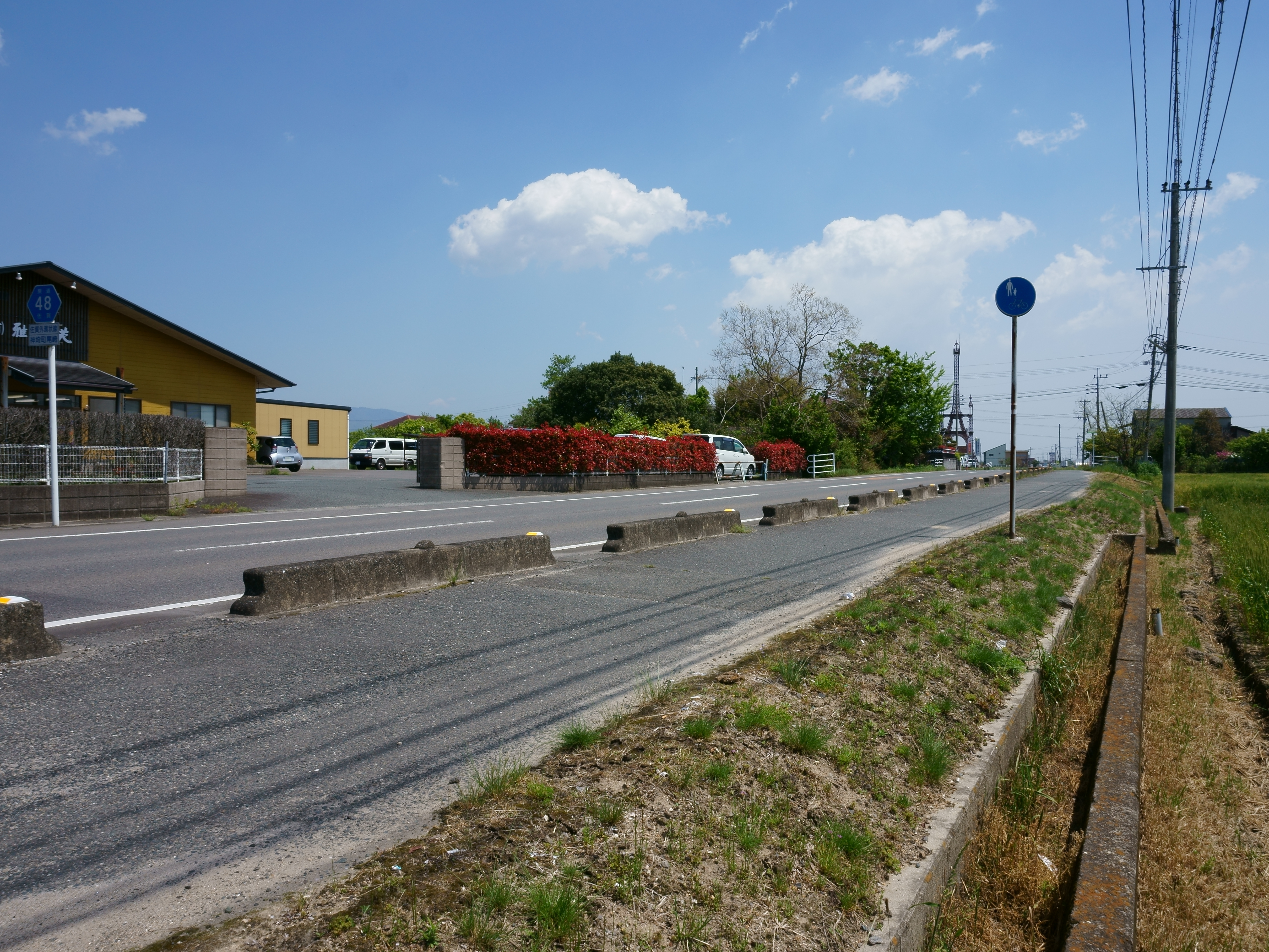
神埼市神埼町尾崎から神埼市街方面

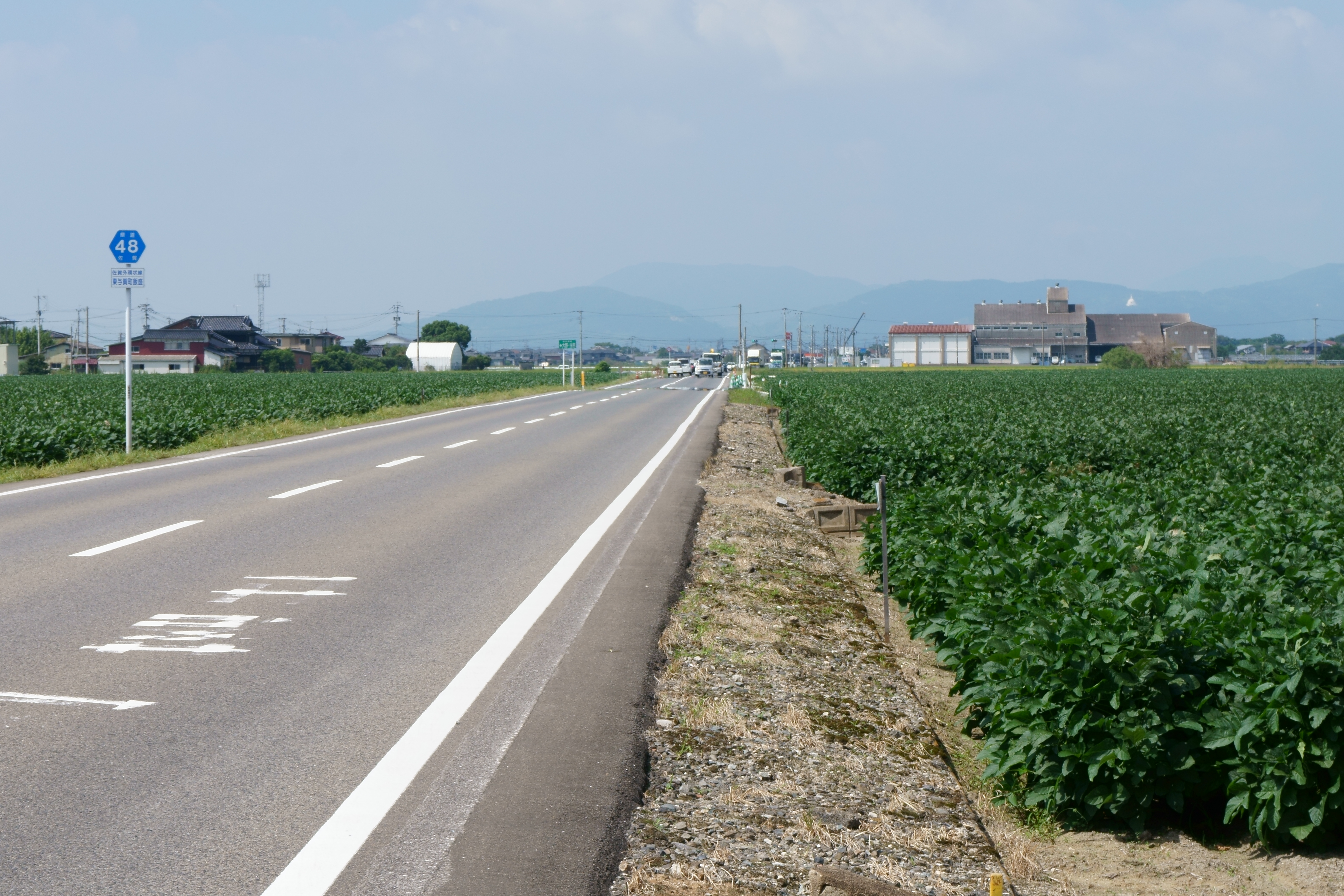
佐賀市東与賀町大字飯盛から久保田方面。佐賀南部広域農道として建設された区間

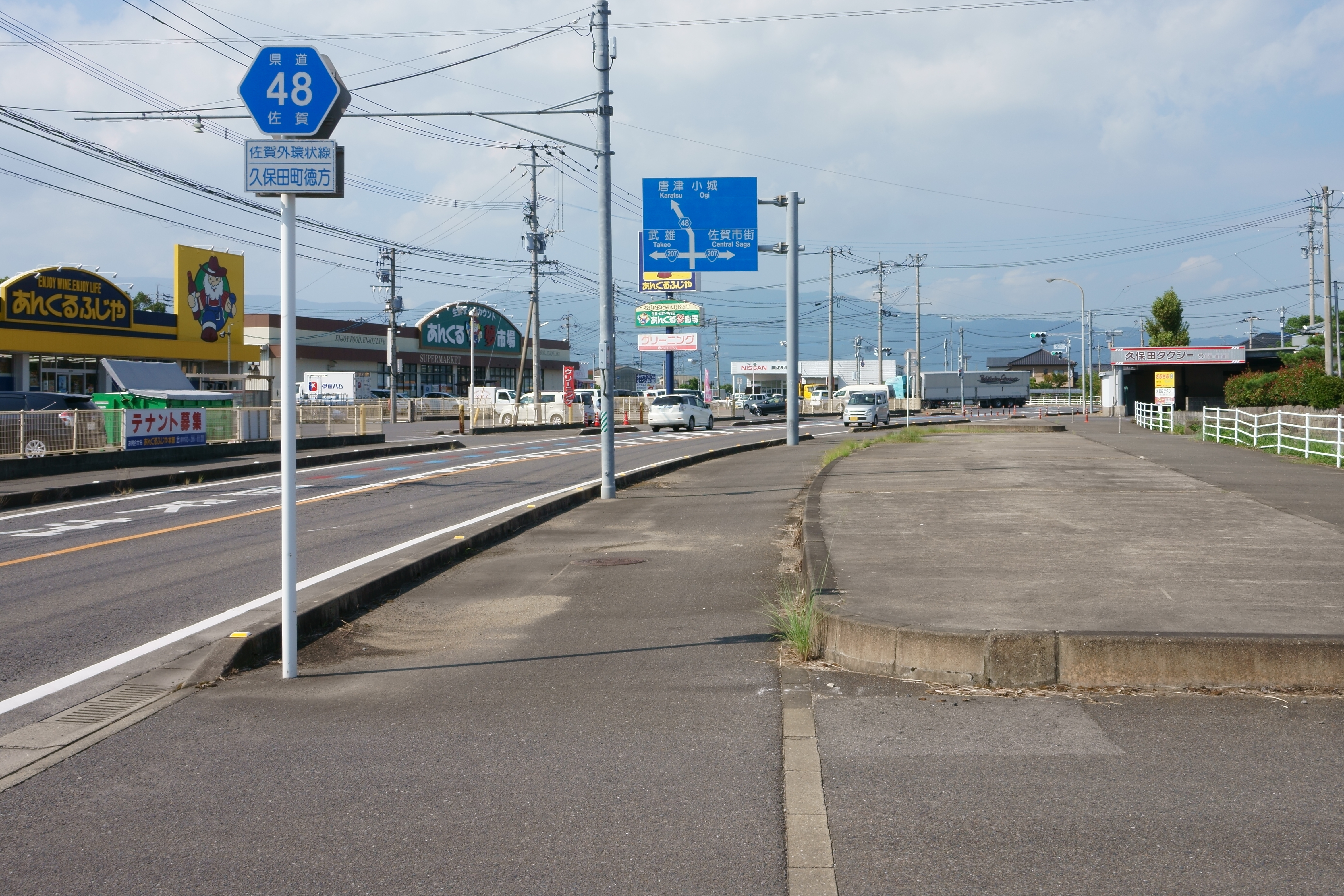
佐賀市久保田町大字徳万・徳万交差点

### 通過する自治体
- 神埼市
- 佐賀市
- 小城市
- 佐賀市
- 神埼市

### 交差する道路
| 交差する道路                                                                         | 市町村名 | 交差する場所       | 交差する場所        |
| ------------------------------------------------------------------------------------ | -------- | ------------------ | ------------------- |
| 佐賀県道335号神埼北茂安線                                                            | 神埼市   | 神埼町神埼         | 起点                |
| 国道34号 重複区間起点                                                                | 神埼市   | 神埼町枝ヶ里       | 協和町交差点        |
| 国道34号 重複区間終点 佐賀県道401号佐賀環状自転車道線 重複区間起点                   | 神埼市   | 神埼町本告牟田     | 神埼橋西交差点      |
| 佐賀県道401号佐賀環状自転車道線 重複区間終点                                         | 神埼市   | 千代田町姉         |                     |
| 国道264号 重複区間起点                                                               | 神埼市   | 千代田町姉         | 千代田町姉交差点    |
| 佐賀県道・福岡県道15号佐賀八女線 重複区間起点                                        | 神埼市   | 千代田町境原       | 東原の町交差点      |
| 国道264号 重複区間終点 佐賀県道・福岡県道15号佐賀八女線 重複区間終点                 | 神埼市   | 千代田町境原       | 西原の町交差点      |
| 佐賀県道・福岡県道20号佐賀大川線                                                     | 佐賀市   | 蓮池町大字蓮池     | 蓮池交差点          |
| 国道208号                                                                            | 佐賀市   | 諸富町大字為重     | 小杭交差点          |
| 佐賀県道401号佐賀環状自転車道線                                                      | 佐賀市   | 諸富町大字為重     |                     |
| 佐賀県道285号大詫間光法停車場線 重複区間起点                                         | 佐賀市   | 諸富町大字為重     | 三重交差点          |
| 国道444号 佐賀県道285号大詫間光法停車場線 重複区間終点 佐賀南部広域農道 重複区間起点 | 佐賀市   | 諸富町大字為重     | 柳の内交差点        |
| 佐賀県道30号佐賀川副線                                                               | 佐賀市   | 川副町大字南里     | 立土井橋交差点      |
| 佐賀県道49号佐賀空港線                                                               | 佐賀市   | 川副町大字南里     | 空港大橋南交差点    |
| 佐賀県道49号佐賀空港線 / 旧道                                                        | 佐賀市   | 川副町大字南里     | 舟津新橋東交差点    |
| 佐賀県道260号東与賀佐賀線                                                            | 佐賀市   | 東与賀町大字下古賀 | 下古賀交差点        |
| 佐賀県道54号西与賀佐賀線 佐賀県道401号佐賀環状自転車道線 重複区間起点                | 佐賀市   | 西与賀町大字高太郎 | 相応津交差点        |
| 国道444号 重複区間起点 佐賀南部広域農道 重複区間終点                                 | 佐賀市   | 西与賀町大字高太郎 | 丸目交差点          |
| 佐賀県道287号十五中原線                                                              | 佐賀市   | 嘉瀬町大字十五     | 嘉瀬新町交差点      |
| 佐賀県道401号佐賀環状自転車道線 重複区間終点                                         | 佐賀市   | 嘉瀬町大字十五     |                     |
| 国道444号 重複区間終点                                                               | 佐賀市   | 久保田町大字新田   | 久富交差点          |
| 佐賀福富道路                                                                         | 佐賀市   | 久保田町大字新田   | 久保田IC            |
| 国道207号                                                                            | 佐賀市   | 久保田町大字徳万   | 徳万交差点          |
| 国道34号 国道203号 重複区間起点                                                      | 小城市   | 三日月町樋口       | 五条交差点          |
| 佐賀県道212号川上牛津線                                                              | 小城市   | 三日月町長神田     | 大寺橋交差点        |
| 佐賀西部広域農道                                                                     | 小城市   | 三日月町長神田     | 長神田交差点        |
| 国道203号 重複区間終点 佐賀県道42号小城牛津線                                        | 小城市   | 小城町             | 下町交差点          |
| 佐賀県道44号小城富士線                                                               | 小城市   | 小城町             | 中町交差点          |
| 佐賀県道267号松尾佐賀停車場線                                                        | 佐賀市   | 大和町大字久留間   | 山王北交差点        |
| 佐賀県道212号川上牛津線 重複区間起点                                                 | 佐賀市   | 大和町大字東山田   |                     |
| 佐賀県道212号川上牛津線 重複区間終点 佐賀県道248号鍋島停車場東山田線                 | 佐賀市   | 大和町大字東山田   | 立石北交差点        |
| 佐賀県道401号佐賀環状自転車道線 重複区間起点                                         | 佐賀市   | 大和町大字尼寺     |                     |
| 国道263号                                                                            | 佐賀市   | 大和町大字尼寺     | 尼寺橋北交差点      |
| 佐賀県道31号佐賀川久保鳥栖線                                                         | 佐賀市   | 金立町大字千布     | 千布北交差点        |
| 佐賀県道294号薬師丸佐賀停車場線 / 現道                                               | 佐賀市   | 久保泉町大字上和泉 | 念仏橋東交差点      |
| 佐賀県道294号薬師丸佐賀停車場線 / バイパス                                           | 佐賀市   | 久保泉町大字上和泉 | 村徳永交差点        |
| 佐賀県道51号佐賀脊振線                                                               | 佐賀市   | 久保泉町大字上和泉 | 上和泉交差点        |
| 佐賀県道401号佐賀環状自転車道線 重複区間終点                                         | 神埼市   | 神埼町本告牟田     |                     |
| 国道34号                                                                             | 神埼市   | 神埼町枝ヶ里       | 協和町交差点 / 終点 |

### 交差する鉄道
- 長崎本線

### 沿線
- 旧長崎街道神埼宿
- 櫛田宮
- 東野ヶ里団地
- 佐賀市立諸富北小学校
- 佐賀市立諸富南小学校

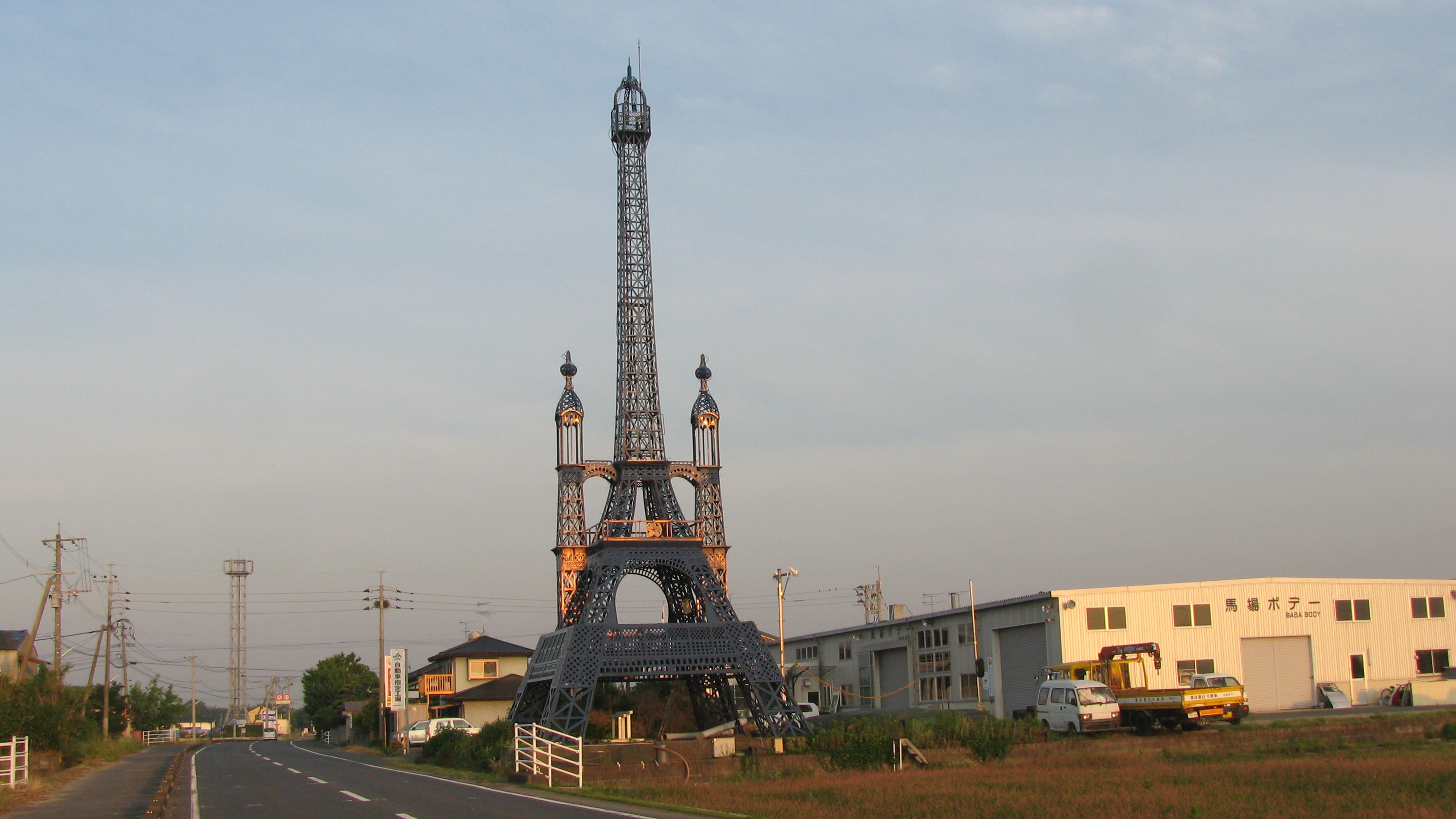
佐賀エッフェル塔

- 佐賀市立諸富公民館・佐賀市立図書館諸富館
- 諸富公園
- スーパーモリナガ本社（空港通り店）
- 佐賀市立小中一貫校思斉館
- 小城市役所
- 小城警察署
- 佐賀県立大和特別支援学校
- 大和中央公園
- 佐賀市立大和中学校
- 佐賀市立金立小学校
- 佐賀エッフェル塔
- 佐賀県立神埼高等学校
- 神埼警察署